# Siedlec (Gostyń)
Pour les articles homonymes, voir Siedlec.
Siedlec (prononciation : [ˈɕɛdlɛt͡s], en allemand : Schädlitz) est un village polonais de la gmina de Pępowo dans le powiat de Gostyń de la voïvodie de Grande-Pologne dans le centre-ouest de la Pologne.
Il se situe à environ 3 kilomètres au nord de Pępowo (siège de la gmina), à 12 kilomètres au sud-est de Gostyń (siège du powiat) et à 68 kilomètres au sud de Poznań (capitale régionale).
Le village possède une population de 580 habitants.

## Histoire
De 1975 à 1998, le village faisait partie du territoire de la voïvodie de Leszno.

Depuis 1999, Siedlec est situé dans la voïvodie de Grande-Pologne.